# مرصد مايوركا الفلكي

موقع (مايوركا) ضمن جزر البليار وإسبانيا

يُعد مرصد مايوركا الفلكي (Astronomical Observatory of Mallorca) أحد أبرز المراصد الفلكية في جزر البليار بإسبانيا، أُنشئ في تسعينيات القرن العشرين على جزيرة مايوركا، وتحديدًا في منطقة كوستا دي لا كالما جنوب غرب الجزيرة، وكان يتبع مؤسسة غير ربحية تحمل اسمه. جمع المرصد بين النشاط العلمي المهني من جهة، والعمل التوعوي والتعليم الجماهيري من جهة أخرى، وهو ما جعله واحدًا من المراكز الفريدة من نوعها في إسبانيا خلال مرحلته النشطة. 

## موقع المرصد
يقع المرصد في جزيرة مايوركا في قلب البحر الأبيض المتوسط، وهي أكبر جزر أرخبيل البليار التابع لإسبانيا، حيث تمتد على مساحة تقارب 3640 كيلومترًا مربعًا.
تتميز الجزيرة بتنوع تضاريسي يشمل سلاسل جبلية في الشمال الغربي وشواطئ ممتد، وتتمتع بمناخ معتدل معظم أيام السنة، وسماء صافية نسبيًا مع انحسار التلوث الضوئي في المناطق الريفية وخاصة في كوستا دي لا كالما، حيث تم بناء المرصد. مما مكن العلماء من إجراء رصد مستمر على مدار العام لأجرام سماوية مختلفة، خاصة في مجال مراقبة الأجسام الصغيرة مثل الكويكبات والمذنبات. 
إضافة إلى ذلك، توفر الجزيرة موقعًا استراتيجيًا في جنوب أوروبا، ما جعلها نقطة مهمة للتعاون الدولي في مجال الرصد الفلكي، لاسيما مع الشبكات الأوروبية والدولية لمراقبة الأجسام القريبة من الأرض (NEOs). 
تحظى مايوركا بتاريخ حضاري غني فقد استوطنها البشر منذ عصور ما قبل التاريخ، وخضعت لحكم القرطاجيين ثم الرومان. دخلها المسلمون عام 902م وأصبحت جزءًا من الأندلس، وازدهرت تحت الحكم الإسلامي، عُرفت آنذاك باسم مدينة مايورقة حتى سقوطها سنة 1229م على يد جايم الأول ملك أراغون. منذ ذلك الحين، أُلحقت بالتاج الإسباني، وتحوّلت لاحقًا إلى مركز سياحي وثقافي، إضافة إلى احتضانها منشآت علمية مثل المرصد الفلكي لمايوركا.

## تاريخ الإنشاء والجهة المشغّلة
تأسس المرصد الفلكي لمايوركا (OAM) في أوائل تسعينيات القرن العشرين، بمبادرة من عالم الفلك الإسباني سييرانو بوغرول (Salvador Sánchez Boguñá)، الذي كان أيضًا المدير العلمي للمشروع. وقد بدأ المرصد نشاطه رسميًا في عام 1991، بعد أن نال دعمًا لوجستيًا ومؤسساتيًا من حكومة جزر البليار المحلية، بالتنسيق مع بلدية كالفيّا التي ينتمي إليها الموقع.
أُسندت إدارة المرصد إلى مؤسسة غير ربحية تحمل الاسم نفسه Fundación Observatorio Astronómico de Mallorca، وكان الهدف منها هو تحقيق توازن بين البحث الفلكي الاحترافي والتثقيف العلمي العام، لا سيما في صفوف طلاب المدارس والزوار من المهتمين بعلم الفلك.
لاحقًا، توسّعت أنشطة المرصد لتشمل التعاون مع وكالة الفضاء الأوروبية (ESA) وعدد من الشبكات الدولية لرصد الكويكبات والأجسام القريبة من الأرض، مما عزّز مكانته كمركز فاعل على المستوى الأوروبي في مجاله، رغم طابعه المحلي في الأصل. 

## مكونات المرصد
تكوّن المرصد الفلكي لمايوركا (OAM) من مجموعة من المنشآت الفلكية والتعليمية المتكاملة، صُممت لتخدم أغراض البحث العلمي والتثقيف الجماهيري على حد سواء. تمركزت مرافقه الرئيسية في منطقة كوستا دي لا كالما، وضمت ما يلي:
قبة فلكية رئيسية (Dome): تحتضن التلسكوب الأساسي المستخدم في الرصد الليلي للكواكب والكويكبات والمذنبات، ويتميّز بإمكانية تشغيله آليًا عن بعد.
تلسكوبات ثانوية أوتوماتيكية: أُضيفت لاحقًا لتعزيز قدرات المسح الفلكي، خاصة في تعقّب الأجسام القريبة من الأرض (NEOs). معظم هذه التلسكوبات كانت مزوّدة بكاميرات CCD للرصد الفوتوغرافي الليلي.
وحدة بلانيتاريوم متنقلة: قبة تعليمية متنقلة مجهّزة بعروض محاكاة سماوية، أُنشئت لتقديم عروض فلكية في المدارس والمراكز الثقافية.
مركز تعليمي داخلي: يشمل قاعات عروض ومحاضرات وورش عمل، بالإضافة إلى منطقة استقبال للزوار.
أرشيف رقمي للرصد: خُصص لتخزين بيانات الرصد الفلكي والصور الفوتوغرافية المسجّلة، وقد اُستخدم هذا الأرشيف في عدة مشاريع دولية.
ساحة خارجية للتجارب الجماهيرية: تتضمن تلسكوبات يدوية وعروضًا تفاعلية موجهة للعائلات والمدارس أثناء الفعاليات الليلية.
وفّرت هذه البنية المتكاملة قاعدة فريدة للربط بين البحث العلمي والتعليم العام، ما جعل المرصد وجهة بارزة في جزيرة مايوركا لعشاق الفلك والزائرين المهتمين بالعلوم.

## إنجازات المرصد
شكّل مرصد مايوركا الفلكي خلال سنوات نشاطه أحد المراكز الرائدة في رصد الأجسام الصغيرة في المجموعة الشمسية، وبرز اسمه ضمن الشبكات الأوروبية والعالمية المهتمة بهذا المجال. من أبرز إنجازاته:
اكتشاف كويكبات ومذنبات: أسهم المرصد في اكتشاف أكثر من 1,100 كويكب جديد، من بينها أجسام تُصنف ضمن فئة الأجسام القريبة من الأرض (NEOs)، التي تحظى بأهمية خاصة لدى وكالات الفضاء بسبب ارتباطها بإمكانية ارتطامها بالأرض مستقبلاً. وقد نُسبت أسماء بعض هذه الكويكبات إلى المرصد تكريمًا لدوره العلمي.
تطوير تقنيات الرصد الآلي: كان المرصد من أوائل المراكز في أوروبا التي اعتمدت أنظمة رصد آلية بالكامل (fully robotic telescopes)، حيث صُممت برمجياته لرصد السماء ليلاً بشكل متواصل وتلقائي، وتحليل الصور بحثًا عن أجسام متحركة. وقد ساهمت هذه التقنيات في رفع كفاءة الاكتشاف وتحسين سرعة الاستجابة لرصد الأجسام العابرة.
التعاون الدولي في مجال أمن الفضاء: شارك المرصد في مبادرات أوروبية وأمريكية لتعقّب الأجسام الفضائية، خاصة بالتنسيق مع وكالة الفضاء الأوروبية (ESA) ضمن برنامجها للرصد الأرضي، ومع وكالة ناسا ضمن الشبكات المتخصصة في تتبّع الكويكبات والمذنبات. وقد أدرجت بياناته في قواعد بيانات عالمية معتمدة مثل مركز الكواكب الصغيرة (MPC) التابع للاتحاد الفلكي الدولي.
الإسهام في التعليم والتوعية: إلى جانب النشاط البحثي، لعب المرصد دورًا مجتمعيًا مميزًا، حيث استقبل آلاف الزوّار من الطلاب والهواة والجمهور العام، وقدم برامج تعليمية وتدريبية منتظمة في علم الفلك والرصد السماوي، مدعومة بعروض حية وتطبيقات عملية.
دور ريادي على مستوى إسبانيا: لكونه أحد المراصد القليلة التي جمعت بين الطابع البحثي والتعليمي في آنٍ معًا، برز مرصد مايوركا كنموذج للمراكز العلمية المدنية المستقلة، وترك أثرًا واضحًا في الأوساط العلمية والتربوية الإسبانية، لا سيما في جزر البليار.

## أسباب إغلاق المرصد
رغم النجاح العلمي الذي حققه مرصد مايوركا الفلكي، إلا أنه اضطر إلى تعليق نشاطه رسميًا في عام 2017، بعد أكثر من عقدين من العمل المتواصل. جاءت عملية الإغلاق نتيجة تراكب عدة عوامل بنيوية وتقنية، كان أبرزها:
الضغوط المالية المزمنة: لم يتمكن القائمون على المرصد، التابع لمؤسسة خاصة غير ربحية، من تأمين تمويل مستدام لتغطية التكاليف التشغيلية المرتفعة، بما في ذلك صيانة المعدات، تحديث البرمجيات، ودفع أجور الفنيين والباحثين.
تفاقم التلوث الضوئي: أدت الطفرة العمرانية والسياحية التي شهدتها مناطق واسعة من جزيرة مايوركا إلى ارتفاع مستويات التلوث الضوئي، خاصة في الجنوب الغربي، مما أثر سلبًا على جودة الصور الفلكية والدقة في الرصد.
تحول التوجهات العلمية: مع التطور المتسارع في تكنولوجيا الأقمار الصناعية والتلسكوبات المدارية، مثل غايا وهابل، تراجعت الحاجة إلى مراصد أرضية صغيرة في أداء بعض الوظائف، ما قلل من القيمة البحثية المضافة للمرصد مقارنة بالمؤسسات الأكبر.
تحديات إدارية وتنظيمية: واجه المرصد صعوبات في الحفاظ على شراكات فعّالة مع جهات حكومية وأكاديمية، إضافة إلى تراجع الدعم المحلي بسبب أولويات اقتصادية أخرى في جزر البليار.
وقد أعلنت إدارة المرصد تعليق جميع العمليات البحثية والتعليمية في عام 2017، وتم تجميد أنشطة المراقبة والرصد بشكل كامل. 

## مصير المرصد
منذ إغلاقه، دخل مرصد مايوركا في مرحلة سبات غير رسمي. لا تزال الهياكل الأساسية للموقع، بما في ذلك القبة الرئيسية والتلسكوبات والمباني الملحقة، قائمة في مكانها، ولكنها لم تعد تُستخدم بشكل منتظم في الأبحاث أو التوعية. وقد تعرض بعضها لتقادم تقني وإهمال جزئي نتيجة غياب الصيانة.
برغم هذا الجمود، لم تخلُ السنوات الأخيرة من محاولات محدودة لإحياء المرصد:
مبادرات مجتمعية: أبدت بعض الجمعيات الفلكية المحلية والمهتمين من الهواة رغبة في إعادة استخدام المرصد على نطاق محدود، لا سيما في إطار ورش التثقيف أو الأنشطة المدرسية.
مقترحات لإعادة التوظيف: طرحت أفكار لتحويل الموقع إلى مركز للتوعية الفلكية أو متحف علمي، لكنه لم تُفعَّل فعليًا حتى الآن بسبب تعقيدات إدارية ومالية.
وعلى الرغم من أن إعادة تفعيل المرصد كمركز أبحاث فلكية متقدم تتطلب استثمارات كبيرة وتحديثًا للبنية التحتية، فإن الحفاظ على منشآته الحالية يفتح بابًا لإمكانية الاستفادة المستقبلية منه، لا سيما في برامج التوعية أو الرصد الهواة. 

## القيمة العلمية للأبحاث المرصد
أدى مرصد مايوركا دورًا نوعيًا في تطوير الأبحاث الفلكية الأوروبية، خاصة في حقل تتبّع الأجرام الصغيرة. ويمكن تلخيص الأثر العلمي للمرصد في النقاط الآتية:
إثراء قاعدة بيانات الأجرام القريبة من الأرض: ساعدت عمليات الرصد المستمرة التي أجراها المرصد في تحديث البيانات المتعلقة بالكويكبات والمذنبات، والتي تُستخدم من قِبل منظمات عالمية كـ مركز الكواكب الصغيرة التابع للاتحاد الفلكي الدولي، في تقييم المخاطر الفضائية طويلة المدى.
دراسات علمية منشورة: أُجريت دراسات فلكية اعتمادًا على بيانات المرصد، منها ما يتناول التحليل الطيفي للأجسام الصغيرة أو نماذج حركتها المدارية. وقد ساهم بعض هذه الأبحاث في الفهم التفصيلي لتطور مدارات الأجرام القريبة وتأثيرات الجاذبية الكوكبية عليها.
نقل الخبرات والتقنيات: استُخدمت البرمجيات وأنظمة الرصد المؤتمتة التي طورها المرصد لاحقًا في مواقع أخرى، بما في ذلك شبكات مراقبة أوروبية للنيازك ومراكز فلكية تعليمية.
تنمية الثقافة الفلكية: إلى جانب البحوث، كان للمرصد أثر ملموس في تعزيز الثقافة العلمية في المجتمع المحلي، من خلال الدورات التفاعلية، والزيارات المدرسية، والعروض العامة للرصد، ما جعل منه منصة تعليمية حيوية لفترة طويلة. 

## كويكبات المرصد المكتشفة
يقدم الجدول التالي قائمة بالكويكبات الصغيرة التي اكتشفها أو رصدها مرصد مايوركا الفلكي (OAM)، موضحًا أرقامها الرسمية وسنة اكتشافها. تعكس هذه القائمة الأهمية العلمية البارزة للمرصد في مجال دراسة ورصد الأجرام الصغيرة ضمن النظام الشمسي، والتي تسهم في توسيع المعرفة الفلكية وفهم تأثير هذه الأجسام على الأرض.
| م  | الاسم العلمي               | سنة الاكتشاف |
| -- | -------------------------- | ------------ |
| 1  | 1350 تيريسا                | 1934         |
| 2  | 9453 Mallorca (كويكب)      | 1992         |
| 3  | 14097 كاپديپيرا (كويكب)    | 1997         |
| 4  | 14967 مادريد (كويكب)       | 1997         |
| 5  | 13424 مارجاليدا (كويكب)    | 1997         |
| 6  | (31116) 1997 QM4 (كويكب)   | 1997         |
| 7  | (31102) 1997 NP2 (كويكب)   | 1997         |
| 8  | (31103) 1997 OE2 (كويكب)   | 1997         |
| 9  | (29452) 1997 RV2 (كويكب)   | 1997         |
| 10 | (29453) 1997 RU6 (كويكب)   | 1997         |
| 11 | (26965) 1997 RW2 (كويكب)   | 1997         |
| 12 | (37777) 1997 GE32 (كويكب)  | 1997         |
| 13 | (23700) 1997 OZ (كويكب)    | 1997         |
| 14 | (73845) 1996 RF3 (كويكب)   | 1996         |
| 15 | (66007) 1998 PO (كويكب)    | 1998         |
| 16 | (74090) 1998 QU (كويكب)    | 1998         |
| 17 | (40039) 1998 KW26 (كويكب)  | 1998         |
| 18 | (25010) 1998 PL1 (كويكب)   | 1998         |
| 19 | (22526) 1998 FV15 (كويكب)  | 1998         |
| 20 | (21654) 1999 PZ (كويكب)    | 1999         |
| 21 | (152827) 1999 VA24 (كويكب) | 1999         |
| 22 | 20140 Costitx (كويكب)      | 1999         |
| 23 | 20141 Markidger (كويكب)    | 1999         |
| 24 | 212981 Majalitović (كويكب) | 2006         |
| 25 | 216295 Menorca (كويكب)     | 2007         |
| 26 | 27952 Atapuerca (كويكب)    | 1999         |
| 27 | 25001 Pacheco (كويكب)      | 1998         |
| 28 | 35725 Tramuntana (كويكب)   | 1999         |
| 29 | 128036 رافاييلنادال        | 2004         |
| 30 | 185164 انجيبورغيرز (كويكب) | 2004         |
| 31 | 185638 اروينستشواب (كويكب) | 2004         |
| 32 | 185639 راينيركلينج (كويكب) | 2004         |
| 33 | 187700 Zagreb (كويكب)      | 2005         |
| 34 | 189848 Eivissa (كويكب)     | 2005         |